# パンテリス・ハツィディアコス
パンテリス・ハツィディアコス（Pantelis Hatzidiakos）ことパンテリモン・ハツィディアコス（Panteleimon Chatzidiakos、1997年1月18日 - ）は、ギリシャ・ロドス出身のサッカー選手。FCコペンハーゲン所属。ポジションはDF。ギリシャ代表。

## クラブ経歴
2011年にパナシナイコスFCの下部組織からAZアルクマールの下部組織に加入し、2015年1月28日、AZとプロ契約を結んだ。2019-20シーズン、11月28日に膝の靱帯断裂を負い、シーズンを棒に振ることになった。
2023年9月1日、カリアリ・カルチョと3年契約を締結したことが発表された。

## 代表経歴
ユース代表ではオランダ、ギリシャの両方に出場したが、フル代表ではギリシャ代表を選択し、2019年10月12日、UEFA EURO 2020予選のイタリア戦でギリシャA代表デビュー。

## 人物
ギリシャ人の父親とオランダ人の母親を持つので、両方のパスポートを所持している。